# Museum van Sens

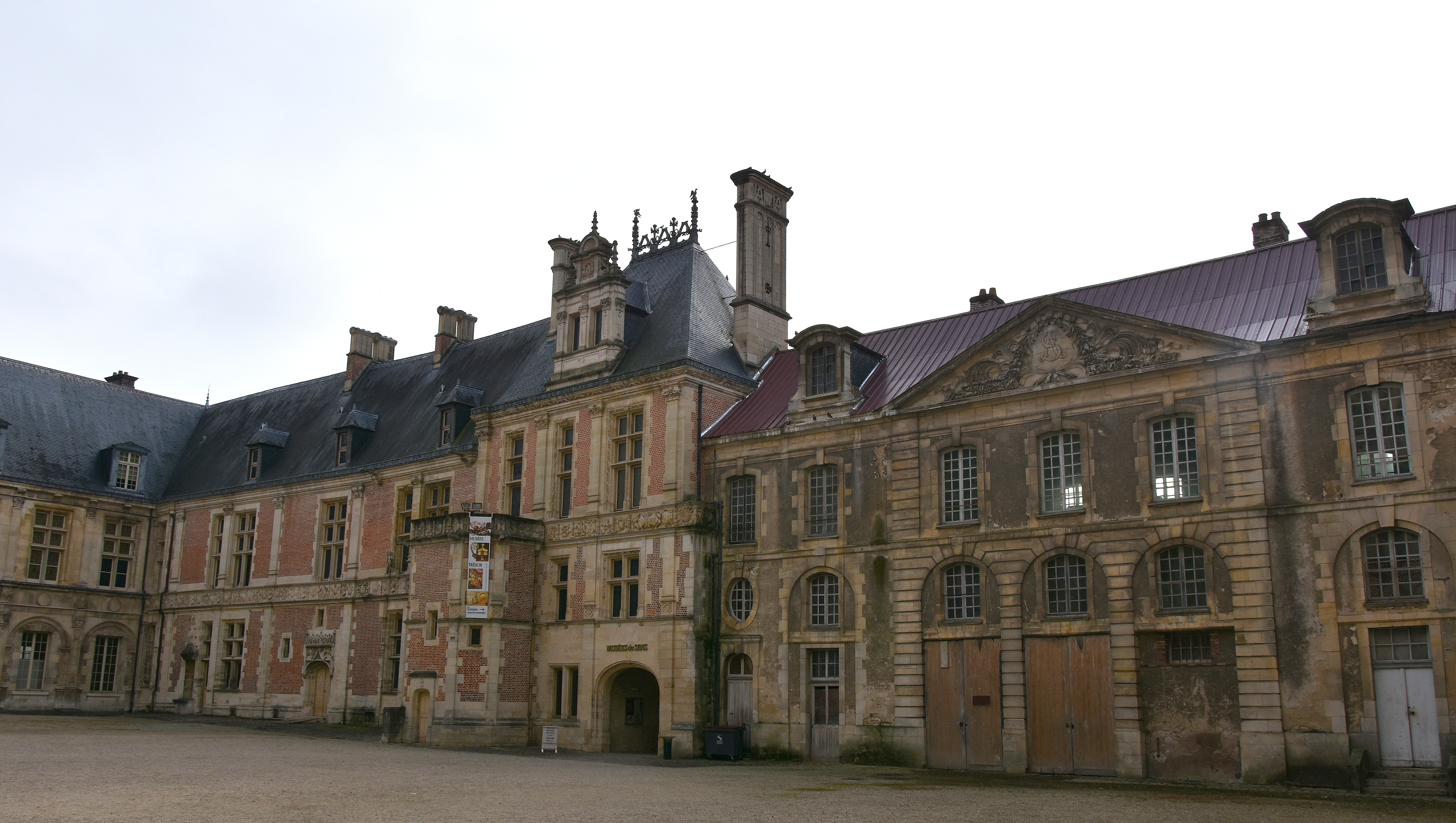
Het museum van Sens

Het Museum van Sens is een museum in de Franse stad Sens in het departement Yonne in het uiterste noordwesten van de regio Bourgogne-Franche-Comté. De collectie is ondergebracht in het voormalig aartsbisschoppelijk paleis. Het museum werd halverwege de 19e eeuw gesticht en sedert 1985 overgebracht van het voormalig stadhuis naar het paleis.
Het museum ligt in een architectonisch geheel dat wordt gevormd door het synodaal paleis, de kathedraal van Sens en het aartsbisschoppelijk paleis. Het bevat de kerkschat van de kathedraal, een van de belangrijkste van Frankrijk, waaronder onder meer stukken in email, ivoor, zilver, liturgische gewaden en wandtapijten uit de 15e eeuw en voorwerpen die vroeger in het synodaal paleis waren te zien. De kerkschat wordt tentoongesteld in de voormalige sacristie en privé-kapel van de aartsbisschoppen.
Daarnaast is er een aanzienlijke collectie met voorwerpen uit het paleolithicum, het neolithicum en de Gallo-Romeinse tijd. De schat van Villethierry met 867 bronzen voorwerpen uit 1000 v.Chr. is een ander prominent aanwezig stuk. Ook zijn er resten van mozaïeken, kapitelen en grafmonumenten uit de Romeinse tijd.
Tot slot zijn er ook een aantal schilderijen en beeldhouwwerken te zien, de collectie Marrey afkomstig uit een schenking. Het gaat om werken van onder meer van Pieter Brueghel de Jonge, Boudin, Watteau, de Lille en Rodin.

## Galerij

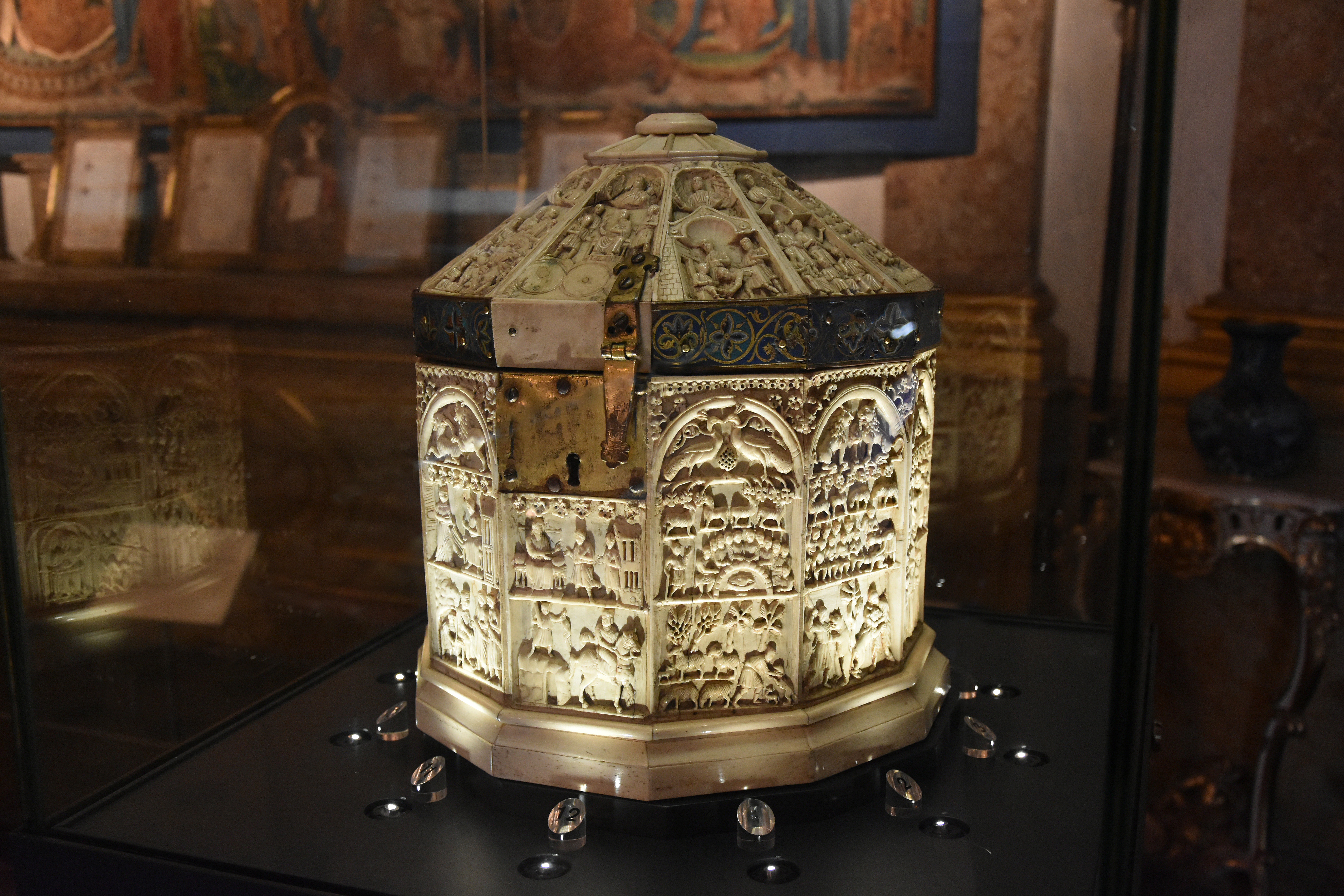
Ivoren reliekschrijn in het museum
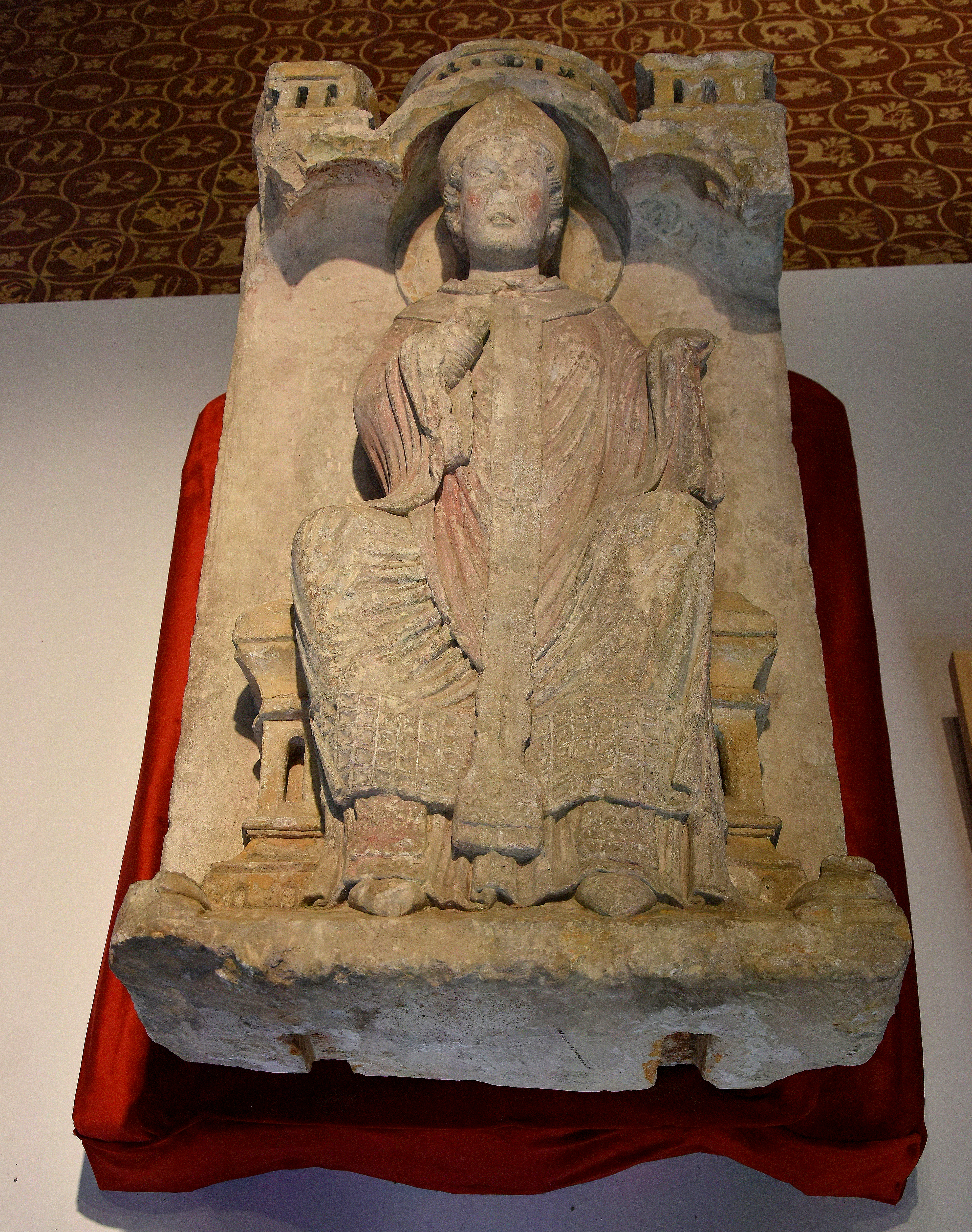
Stenen beeld van Thomas Becket, oorspronkelijk in de kathedraal van Sens opgesteld
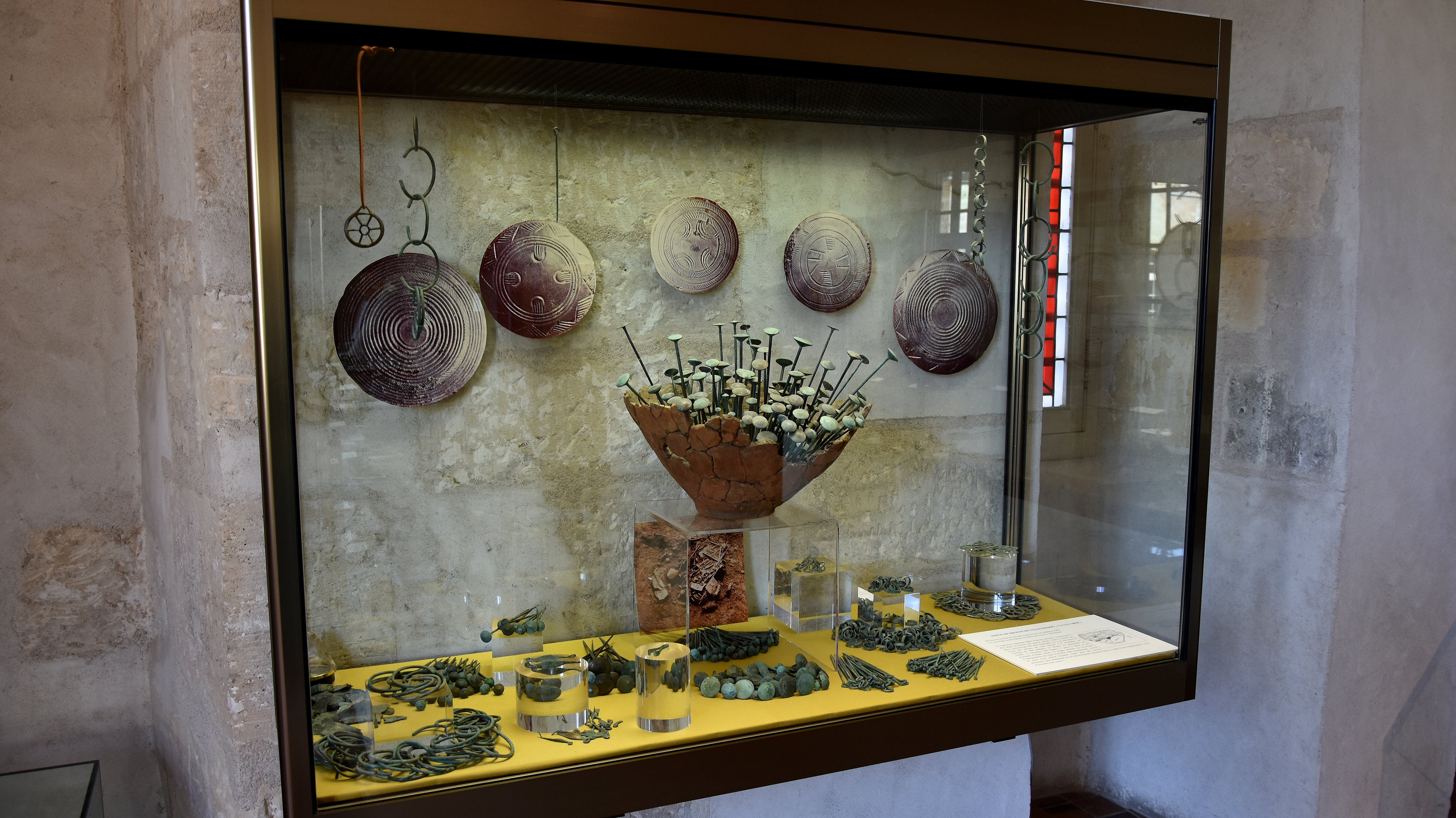
De schat van Villethierry
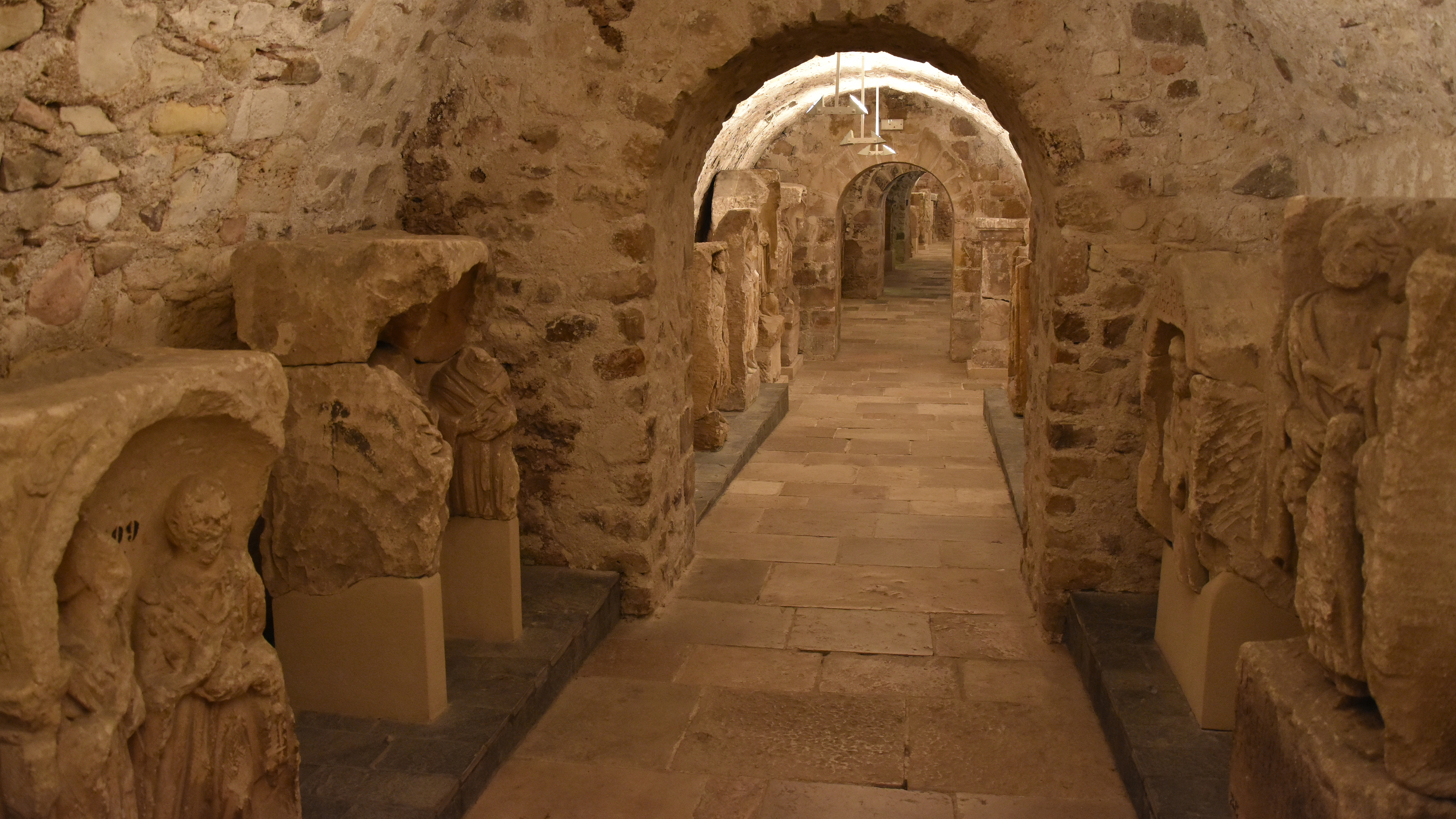
Gang met Gallo-Romeinse grafmonumenten in het museum
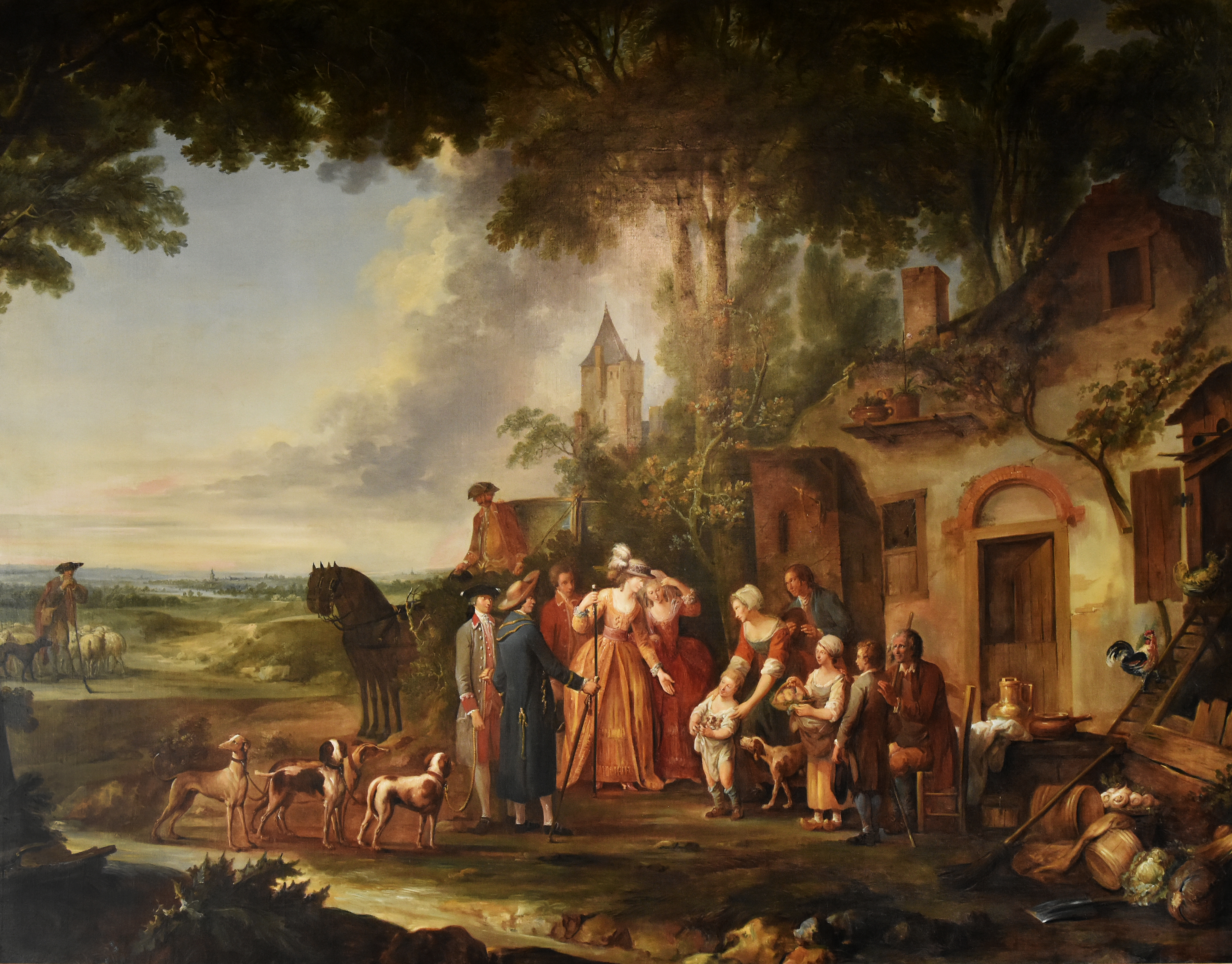
Het bezoek aan de boerderij van Louis Joseph Watteau in het museum
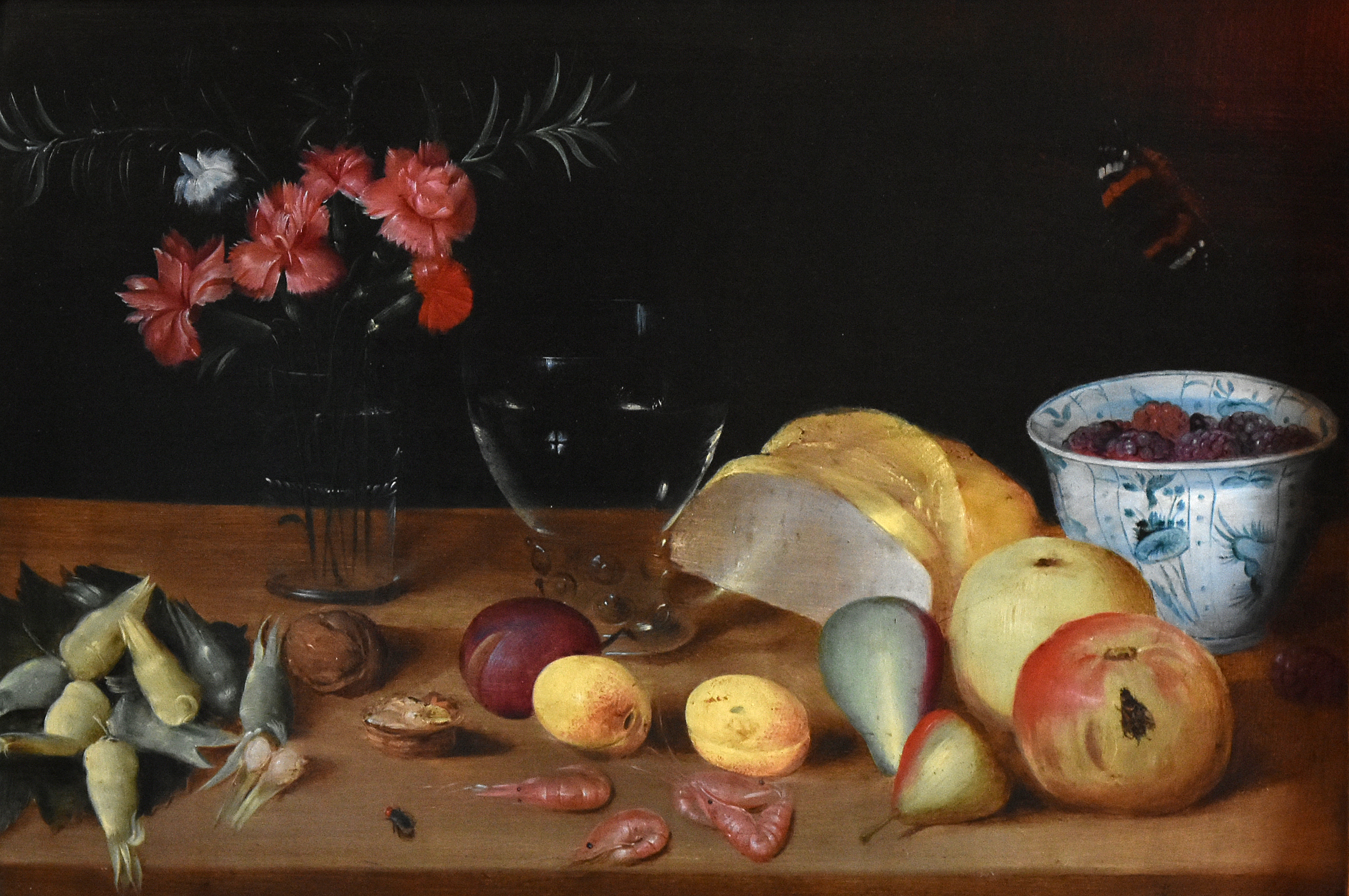
Stilleven van Jan van Kessel (1626-1679) in het museum